# Lajos Puskás
Lajos Puskás (Tetétlen, 13 de agosto de 1944) é um ex-futebolista e técnico de futebol húngaro, que atuava como atacante..

## Carreira

### Clubes
Em sua época de jogador, atuava como atacante. Iniciou a carreira em 1960, no Debrecen, mas obteria destaque apenas a partir de 1964, quando foi contratado pelo Vasas, onde atuou por dez anos até se aposentar em 1974.

## Seleção
Com a Seleção Húngara de Futebol, Lajos Puskás fez sete jogos entre 1964 e 1969, marcando um gol. Convocado para a Copa de 1966, não entrou em campo em nenhum dos quatro jogos dos magiares no Mundial, única competição internacional dele na carreira (a Hungria não se classificara para a Eurocopa de 1968 e quando se classificou para a Copa de 1970, embora tivesse disputado as eliminatórias, não foi convocado). 

## Carreira como técnico
Entre 1977 e 1990, ele tentou a carreira de técnico, sendo seu primeiro clube na nova função o Debreceni MTE. Sua aposentadoria definitiva veio em 1990, quando treinava o Bajai SK.

## Curiosidade
Apesar de possuir o mesmo sobrenome, Lajos não possui nenhum parentesco com o lendário Ferenc Puskás.